# مساعد بن عبد الرحمن العنقري
مساعد بن عبد الرحمن العنقري ولد بمدينة المجمعة عام 1363 هـ .
يحمل شهادة بكالوريوس في الهندسة المدنية من جامعة الملك سعود ، و الماجستير من جامعة بيتسبرغ .
عين وكيلاً لأمانة الرياض عام 1396 هـ ثم أميناً لمدينة الرياض عام 1411 هـ إلى عام 1418 هـ ثم أختير كأحد أعضاء مجلس الشورى في نفس العام إلى عام 1430 هـ .